# Lac Rucachoroi
Le lac Rucachoroi ou Ruca Choroy est un lac andin d'origine glaciaire, situé en Argentine, dans le département d'Aluminé de la province de Neuquén, en Patagonie. Il se trouve au sein du parc national Lanín. 

## Toponymie
En mapudungun, langue des Mapuches, son nom signifie : Maison de perroquets.

## Accès
Une route carrossable, la provinciale 18, permet d'accéder au lac, depuis la ville d'Aluminé. Elle est étroite et par endroits extrêmement pentue, ce qui dissuade bien des touristes de visiter la zone.

## Géographie
Le lac Rucachoroi, de forme plus ou moins quadrangulaire, est allongé sur 4,3 kilomètres, du sud-ouest vers le nord-est. 

Il est entouré de bois d'araucarias (Araucaria araucana) et dans une moindre mesure de lengas (Nothofagus pumilio). Les bois de ses rives constituent la plus grande concentration d'araucarias sous forme de bois dans les Andes argentines. 

C'est un petit lac, d'une grande beauté. Il est relativement éloigné des circuits touristiques de la région. L'absence de population permanente à proximité et la faible affluence touristique ont largement contribué à la conservation de la végétation et de la faune de ses abords.
Le lac se trouve au sein du bassin du río Aluminé, affluent lui-même du río Limay, qui fait partie du bassin du río Negro.

## Tributaires
- l'arroyo Calfiquitra conflue au niveau de son extrémité ouest. Il est alimenté par les précipitations abondantes de sommets andins enneigés supérieurs à 2000 mètres proches de la frontière chilienne.
- Du côté nord, il reçoit l'émissaire de la lagune Verde située à 1,4 kilomètre de sa rive.

## Émissaire
- Le río Rucachoroi qui se jette dans le río Aluminé, en rive droite.